# Sara Pérez Ovejero
Sara Pérez Ovejero (Ginebra, 1972) es una enóloga y vitivinicultora española. Defensora del cultivo ecológico, está considerada una de las mujeres más influyentes en España en el mundo del vino. Simultanea la bodega familiar Mas Martinet (DO Priorat) con la bodega Venus La Universal (DO Montsant).

## Biografía
Sara Pérez es hija del biólogo Josep Lluis Pérez Verdú (Quatretondeta, 1936) y la bioquímica Montse Ovejero, fundadores en 1986 de las Bodegas Mas Martinet e impulsores junto a René Barbier, Álvaro Palacios, Daphne Glorian y Carles Pastrana a mediados de los 80 del siglo XX de la mejora de la calidad del vino del Priorato y su reconocimiento internacional como denominación de origen.
Nació en Suiza donde sus padres habían emigrado. Su familia regresó a España cuando Josep Lluis fue contratado como profesor en un colegio del Opus de Biología de Sant Cugat del Vallés. La siguiente etapa fue ya el traslado a Falset, en el corazón del Priorato donde su padre asumió la dirección de un colegio técnico. Sara tenía nueve años. En 1981 se abrió el camino a la enseñanza reglada de enología en España, la escuela técnica se planteó la demanda y Josep Lluis asumió el cargo de responsable de la rama. Dos décadas después es reconocido como uno de los impulsores de la vinicultura moderna del Priorato.
Sara creció en Falset y a los 17 años se trasladó a Barcelona para estudiar la carrera de Biología. Le faltó la sensación de cuestionarse cosas y de dudar de los métodos clásicos por lo que tercero de Biología lo simultaneó con Filosofía explica en una de sus entrevistas. Un año después, también empezó Enología en la Universidad Rovira i Virgili. Finalmente sólo se licenció en Biología.

### Trayectoria
A los 24 años, en 1996, hizo su primera vendimia y empezó a trabajar en Mas Martinet (DO Priorat) con su padre. En el 2000 apostó por la viticultura ecológica y en el año 2001 cuando su padre cumplió 65 años se hizo cargo de la bodega.
Entre sus objetivos está la recuperación de variedades, por ello además de Cariñena, Garnacha, Merlot o Syrah desarrolla un proyecto de recuperación de variedades (Picapoll, Trepat, Escanyavella…). Por otro lado reivindica que en la DOQ Priorato los vinos puedan tener un grado alcohólico menor -en la actualidad deben tener un mínimo del 13,5 %- adaptándose a las tendencias de las nuevas generaciones de elaborar vinos menos alcohólicos.
Considera que cada viña es un mundo y en 2006 decidió que cada finca tendría su propio vino.
Sara explica que de la biología aprendió la importancia de los ecosistemas y de “vivir en el margen, que es donde está la creatividad”.
En 1999 inició su proyecto propio bajo el sello Venus-La Universal (DO Montsant) junto a su pareja René Barbier, donde elaboran Venus, Dido y Dido Blanco.
"Venus fue un proyecto muy personal porque no era lo que el mercado estaba pidiendo pero era la manera de buscar en ese lugar donde las mujeres hemos buscado siempre y es donde no hay expectativa, donde nadie espera nada de tí... ahí puedes tirar porque no tienes a nadie, esa presión alrededor que te está diciendo eso se hace de esta manera" explica Sara Pérez en el documental "Oído? Ellas, la voz de la gastronomía".
“Somos una generación que está haciendo vino desde el vientre, no desde la cabeza. El vino perfecto, sin aristas, me aburre profundamente. Y yo creo que a todas nosotras. Frente a ese modelo, arriesgamos. No buscamos recetas ni vinos sin alma. Tampoco queremos estar de moda. Vamos más lejos. Somos valientes. Estamos dispuestas a equivocarnos. No tenemos nada que perder” explica en 2018 señalando el valor de hacer red con otras mujeres del sector

## Premios y reconocimientos
- 2012 Mejor enóloga por la Asociación Catalana de Sumilleres[14]
- 2014 Premio Verema al Personaje del Vino
- Premio de la Cámara de Empresarios Hispano-Austriaca por sus trabajos en el mundo vitivinícola.[15]